# Обицо II д’Есте
Вижте пояснителната страница за други личности с името Обицо д'Есте.
Обицо II д’Есте (на италиански: Obizzo II d'Este; * 1247/1452, Неапол, Сицилианско кралство, или Пулия; † 20 януари или 13 февруари 1293) от рода Есте е господар на Ферара, Есте и Анконската марка от 1264 г. до смъртта си. 
Той е провъзгласен за пожизнен господар на Ферара през 1264 г., за господар на Модена през 1288 г. и на Реджо Емилия през 1289 г. С неговото провъзгласяване еяпохата на комуната във Ферара приключи и започва тази на сеньорията.
Данте Алигиери пише за него в своята поема „Божествена комедия“ (в „Ад“) как ври заедно с други тирани в реката на кръвта.

## Произход
Той е извънбрачен син на Риналдо I д’Есте (* 1230, † 1251), единственият син на маркграф Ацо VII д’Есте, и една неаполитанска перачка. Майка му трябва да напусне Ферара заедно с него малко след раждането му и да отиде в Равена. Папа Инокентий IV го узаконява през 1252 г., малко след разболяването на майка му.

## Биография
През 1264 г., след смъртта на Ацо VII д'Естеe, Обицо, победил Салингуера Торели в борбата за власт, отстоява надмощието си над град Ферара, давайки началото на Сеньория Ферара. На 7 февруари 1264 г. Обицо е номиниран за сеньор на Ферара.
В началото семействата, враждебно настроени към Есте, оспорват незаконния произход на Обицо и във Ферара се опитват да се противопоставят на издигането му на власт. Благодарение на подкрепата на много гвелфски градове, включително Модена и Реджо, и значителната политическа подкрепа на архиепископа на Равена Филипо Фонтана, през 1265 г., по време на публично събрание на площада, Обицо е провъзгласен за вечен владетел на Ферара.  През 1288 г. е избран и за сеньор на град Модена и следващата 1289 г. и на Реджо. В Модена, след официалното заселване през 1289 г., Обицо II построява замъка, първата херцогска резиденция на семейство Есте, разширена и реновирана почти четири века по-късно, през 1643 г., от херцог Франческо I д'Есте.
Обицо II, след като идва на власт, позволява на заточените гвелфи да се върнат в града, като остави в изгнание само потомците на семейство Гразолфи, които с начело на гибелинската партия. Обицо II се оказва способен да запази властта и да се примири с народа, завладявайки, след Ферара и Модена, също и град Реджо. През 1290 г., сега начело на огромна територия, Обицо II успява да организира екип от рицари, които да изпрати на кръстоносния поход в Светите земи, който папа Николай IV се опитва да подготви.
По време на турнир загубва едното си око. През 1273 и 1288 г. претърпява атентати.
След смъртта му, вероятно причинена от неговия син Ацо VIII през 1293 г., има конфликти относно наследяването, тъй като Обицо не е посочил своя наследник. Градските власти назовават Ацо VIII по право на първородство, но братята му, тълкувайки ломбардския закон, който следва семейство Есте, поддържат, че притежанията трябва да бъдат разделени поравно между трите деца, т.е. Ферара на Ацо VIII, Модена на Алдобрандино и Реджо Емилия на Франческо.

## Брак и потомство
∞ 1. юли 1263 за Якопина Фиески († декември 1287), дъщеря на Николò Фиески, граф на Лаваня и племенница на папа Адриан V, от която има двама сина и една дъщеря:
- Ацо VIII д’Есте (* сл. 1263, Ферара, Папска държава; † 31 януари 1308, Есте), маркиз на Ферара, Модена и Реджо от 1293 г. до смъртта си, ∞ 1. 1282 г. за Джована Орсини, от която няма деца 2. 1305 г. за Беатриче Анжуйска, дъщеря на Шарл II Анжуйски, от която няма деца. Има четири извънбрачни деца;
- Беатриче д'Есте  (* ок. 1268, Ферара; Папска държава,† 1 септември 1334, Милано, Сеньория Милано), чрез бракове владетелка на Галура и господарка на Милано, както и регентка на Пиаченца, ∞ 1. 1287 за Нино Висконти (* ок. 1265 в Пиза, † август 1296 в Галура, Юдикат Галура), владетел на Юдикат Галура на остров Сардиния от 1275 или 1276 г. до смъртта си, господар на третата източна част на района на Каляри от 12 юни 1275 г. до смъртта си, капитан на народа на Пиза от юли 1286 г. до 30 юни 1288 г. и подест на същия град от май/юни 1287 г. до 30 юни 1288 г., от когото има една дъщеря. ∞ 2. 24 юни 1300 за Галеацо I Висконти (* 21 януари 1277, † 6 август 1328, Пеша), господар на Милано (1322 – 1328), син на Матео I Висконти, от когото има син и дъщеря;
- Алдобрандино II д’Есте († 26 юли 1326, Болоня), маркиз на Ферара и Реджо от 1308 г. до смъртта си, ∞ 1289 за Алда Рангони († 1325), от която има една дъщери и трима сина.

∞ 2. 1289 за Костанца дела Скала (* ок. 1263, † 1306, Ферара), дъщеря на Алберто I дела Скала, сеньор на Верона, от която има син и дъщеря: 
- Мадалена д'Есте, ∞ 1. за Алдобрандино Турки от Ферара 2. за Раниеро ди Каноса
- Франческо д'Есте († 23 август  1312), умира във война, политик, родоначалник на кадетския клон на маркизите на Есте; ∞ за Орсина Орсини, от която има трима сина и една дъщеря.

Има трима извънбрачни сина:
- Матео
- Франческо

- Риналдо

## В литературата
Хронистите от онова време изобщо не са единодушни относно смъртта му и следи от историята могат да бъдат открити и в  Песен XII на „Ад“ на Данте Алигиери. Флорентинският поет поставя Обицо сред тираните в първия кръг на насилниците, потопен до очите си в кипящата кръв на Флегетон. Данте, чрез устата на кентавъра Несус, казва, че е бил убит от своя доведен син. Това твърдение, което намирисва на откровение от страна на онези, които знаят как са се развили фактите, говори за „доведен син“, което би могло да се разбира както като „дегенерирал син“, така и като незаконен син, допълнително обвинявайки Ацо VIII, който в междувременно е наследил баща си. Изявлението на поета е особено смело, тъй като Ацо VIII е бил жив до 1308 г. и ако наистина е бил виновен и/или незаконен да царува, той е щял да направи всичко възможно, за да скрие документите.
Обицо може би се споменава косвено и в Песен XVIII, когато Венедико Качанемико разказва как накарал сестра си Гизолабела да проституира с маркиза на Ферара, надявайки се да получи политическа подкрепа. Този пасаж би могъл да се отнася и за Ацо VIII.